# Chợ Lách, Vĩnh Long
Chợ Lách là một xã thuộc tỉnh Vĩnh Long, Việt Nam.

## Địa lý
Xã Chợ Lách có vị trí địa lý:
- Phía đông giáp xã Vĩnh Thành.
- Phía tây giáp xã Phú Phụng.
- Phía nam giáp xã Cái Nhum, ranh giới là sông Cổ Chiên.
- Phía bắc giáp xã Tân Phú và tỉnh Đồng Tháp, ranh giới là sông Mỹ Tho.

Xã Chợ Lách có diện tích 49,72 km², dân số năm 2025 là 44.316 người, mật độ dân số đạt 891 người/km².

## Hành chính
Xã Chợ Lách được chia thành 8 ấp: 1, 2, 3, 4, Bình An A, Bình An B, Sơn Quy, Thới Định.

## Lịch sử
Ngày 14 tháng 3 năm 1984, Hội đồng Bộ trưởng ban hành Quyết định số 41-HĐBT về việc sáp nhập ấp Sơn Quy, 2/3 ấp Bình An, 1/6 ấp Phụng Châu của xã Sơn Định vào thị trấn Chợ Lách.
Năm 2013, thị trấn Chợ Lách được công nhận là đô thị loại V.
Ngày 19 tháng 4 năm 2020, thị trấn Chợ Lách được công nhận là đô thị văn minh.
Trước ngày 16 tháng 6 năm 2025, Chợ Lách là thị trấn huyện lỵ của huyện Chợ Lách, tỉnh Bến Tre.
Ngày 16 tháng 6 năm 2025, Ủy ban Thường vụ Quốc hội ban hành Nghị quyết số 1687/NQ-UBTVQH15 về việc sắp xếp các đơn vị hành chính cấp xã của tỉnh Vĩnh Long năm 2025. Theo đó, sắp xếp toàn bộ diện tích tự nhiên, quy mô dân số của thị trấn Chợ Lách và các xã Hòa Nghĩa, Long Thới thành xã mới có tên gọi là xã Chợ Lách.
Sau khi sáp nhập, xã Chợ Lách có 49,72 km² diện tích tự nhiên và dân số 44.316 người.